# Jardim Curitiba
Jardim Curitiba é um bairro localizado no município de Goiânia, capital de Goiás, na Região noroeste da cidade, o bairro é divido em 4 regiões, sendo Jardim Curitiba I, II, III e IV. A maior parte da população é de média e baixa renda. Sua história iniciou-se com a invasão de uma propriedade rural (Fazenda Caveiras), ocorrida em 1979, ao qual originou outros bairros da região. Tal popularização do bairro e de toda a região causou uma série de problemas sociais, ambientais e políticos em Goiânia.
Segundo dados do censo do IBGE em 2010, é o décimo bairro mais populoso do município, contando uma aglomeração de dezessete mil pessoas.
Em 2011, foi considerado o segundo bairro mais violento de Goiânia, perdendo apenas para o Jardim Guanabara, na Região Norte do município.